# Connla Caem
Connla Caem („Przystojny”) lub Connla Cruaidchelgach („Silnie Niebezpieczny”) – legendarny zwierzchni król Irlandii z dynastii Milezjan (linia Eremona) w latach 215-211 p.n.e. Syn Irereo Gleofathacha („Biegłego”), zwierzchniego króla Irlandii.
Objął, według średniowiecznej irlandzkiej legendy i historycznej tradycji, władzę po zamordowaniu swego poprzednika i mordercy ojca, Fercorba. Są rozbieżności w źródłach, co do czasu jego rządów. Roczniki Czterech Mistrzów podały dwadzieścia, zaś Księga najazdów Irlandii („Lebor Gabála Érenn”) podała cztery lata. Zmarł śmiercią naturalną w pałacu na terenie Teamhair (Tara). Jego następcą na zwierzchnim tronie irlandzkim został syn Oilioll (Ailill) III Caisfiaclach („z Krzywymi Zębami”).